# Островное государство

Островные государства и их коды: зелёным отмечены имеющие сухопутные границы, синим — не имеющие таковых (не отмечены Турецкая Республика Северного Кипра, Острова Кука и Ниуэ)

Островно́е госуда́рство — государство, расположенное на одном или нескольких островах и не связанное ни одним своим регионом с материком. Островные государства противопоставляются прибрежным государствам или государствам, не имеющим выхода к морю.
На 2023 год существует 50 островных государств, в том числе два частично признанных (Китайская Республика и Турецкая Республика Северного Кипра) и 5 находящихся в свободной ассоциации с другим государством (Острова Кука и Ниуэ — с Новой Зеландией, Федеративные Штаты Микронезии, Маршалловы Острова и Палау — с США). Из них 46 — кроме Китайской Республики, Турецкой Республики Северного Кипра, Островов Кука и Ниуэ — являются членами ООН.
Также существует государство Австралия, которое находится на отдельном континенте и тем самым имеет некоторые черты островных государств, в частности, отсутствие сухопутных границ с другими странами мира.

## Список островных государств
| Название                       | Географическая конфигурация                 | Геологическое положение       | Численность населения | Площадь (км²) | Плотность населения (чел/км²) | Географическое положение                      |
| ------------------------------ | ------------------------------------------- | ----------------------------- | --------------------- | ------------- | ----------------------------- | --------------------------------------------- |
| Антигуа и Барбуда              | два основных острова                        | шельфовое                     | 86 295                | 440           | 194                           | Карибское море, Северные Подветренные острова |
| Багамские Острова              | архипелаг                                   | шельфовое                     | 392 000               | 13 878        | 23,27                         | Атлантический океан, Багамские острова        |
| Барбадос                       | один остров                                 | шельфовое                     | 285 000               | 430           | 627                           | Карибское море, Наветренные острова           |
| Бахрейн                        | архипелаг                                   | шельфовое                     | 1 316 500             | 750           | 1 189,5                       | Персидский залив                              |
| Бруней                         | часть острова                               | шельфовое                     | 393 372               | 5 765         | 67,3                          | Морская Юго-Восточная Азия                    |
| Вануату                        | архипелаг                                   | океаническое                  | 243 304               | 12 190        | 19,7                          | Тихий океан, Меланезия                        |
| Великобритания                 | один основной остров, часть второго острова | шельфовое                     | 65 587 300            | 244 820       | 246                           | Атлантический океан, Британские острова       |
| Восточный Тимор                | часть острова                               | шельфовое                     | 1 212 107             | 14 874        | 76,2                          | Морская Юго-Восточная Азия                    |
| Гаити                          | часть острова                               | шельфовое                     | 9 700 000             | 27 750        | 350                           | Карибское море, Большие Антильские острова    |
| Гренада                        | один основной остров                        | шельфовое                     | 110 000               | 344           | 319,8                         | Карибское море, Наветренные острова           |
| Доминика                       | один основной остров                        | шельфовое                     | 71 293                | 754           | 105                           | Карибское море, Малые Антильские острова      |
| Доминиканская Республика       | часть острова                               | шельфовое                     | 10 652 000            | 48 442        | 208,2                         | Карибское море, Большие Антильские острова    |
| Индонезия                      | архипелаг                                   | шельфовое (два разных шельфа) | 255 461 700           | 1 904 569     | 124,7                         | Морская Юго-Восточная Азия                    |
| Ирландия                       | часть острова                               | шельфовое                     | 4 588 252             | 70 273        | 65,3                          | Атлантический океан, Британские острова       |
| Исландия                       | один основной остров                        | океаническое                  | 316 252               | 103 000       | 3,1                           | Атлантический океан                           |
| Кабо-Верде                     | архипелаг                                   | океаническое                  | 518 467               | 4 033         | 125,5                         | Макаронезия, Атлантический океан              |
| Кипр                           | часть острова                               | шельфовое                     | 858 000               | 9 251         | 85                            | Средиземное море                              |
| Кирибати                       | архипелаг                                   | океаническое                  | 98 000                | 811           | 135                           | Тихий океан, Микронезия                       |
| Китайская Республика (Тайвань) | один основной остров                        | шельфовое                     | 23 550 077            | 36 188        | 633                           | Тихий океан, Восточная Азия                   |
| Коморы                         | архипелаг                                   | океаническое                  | 784 745               | 2 235         | 275                           | Коморские Острова, Индийский океан            |
| Куба                           | один основной остров                        | шельфовое                     | 11 245 629            | 109 238       | 102,3                         | Карибское море, Атлантический океан           |
| Маврикий                       | архипелаг                                   | океаническое                  | 1 244 663             | 2 040         | 610                           | Индийский океан, Африка                       |
| Мадагаскар                     | один основной остров                        | океаническое                  | 20 653 556            | 587 041       | 35,2                          | Индийский океан, Африка                       |
| Мальдивы                       | архипелаг                                   | океаническое                  | 329 198               | 298           | 1 105                         | Лаккадивское море, Индийский океан            |
| Мальта                         | два основных острова                        | шельфовое                     | 404 500               | 316           | 1 282                         | Средиземное море                              |
| Маршалловы Острова             | архипелаг                                   | океаническое                  | 62 000                | 181           | 342,5                         | Тихий океан, Микронезия                       |
| Науру                          | один остров                                 | океаническое                  | 13 635                | 21            | 649                           | Тихий океан, Микронезия                       |
| Ниуэ                           | один остров                                 | океаническое                  | 1 269                 | 260           | 4,9                           | Тихий океан, Полинезия                        |
| Новая Зеландия                 | два основных острова                        | шельфовое                     | 4 691 194             | 268 680       | 17,4                          | Тихий океан, Полинезия                        |
| Острова Кука                   | архипелаг                                   | океаническое                  | 10 777                | 236           | 45,7                          | Полинезия, Тихий океан                        |
| Палау                          | архипелаг                                   | океаническое                  | 20 000                | 459           | 43,6                          | Тихий океан, Микронезия                       |
| Папуа — Новая Гвинея           | часть острова                               | шельфовое                     | 6 732 000             | 462 840       | 14,5                          | Тихий океан, Меланезия                        |
| Самоа                          | архипелаг                                   | океаническое                  | 179 000               | 2 831         | 63,2                          | Тихий океан, Полинезия                        |
| Сан-Томе и Принсипи            | два основных острова                        | шельфовое                     | 163 000               | 1 001         | 169,1                         | Атлантический океан, Африка                   |
| Северный Кипр                  | часть острова                               | шельфовое                     | 313 626               | 3 355         | 93                            | Средиземное море                              |
| Сейшельские Острова            | архипелаг                                   | океаническое                  | 87 500                | 455           | 192                           | Индийский океан, Африка                       |
| Сент-Винсент и Гренадины       | архипелаг                                   | шельфовое                     | 120 000               | 389           | 307                           | Карибское море, Наветренные острова           |
| Сент-Китс и Невис              | два основных острова                        | шельфовое                     | 51 300                | 261           | 164                           | Карибское море, Подветренные острова          |
| Сент-Люсия                     | один основной остров                        | шельфовое                     | 173 765               | 616           | 298                           | Карибское море, Наветренные острова           |
| Сингапур                       | один основной остров                        | шельфовое                     | 5 469 700             | 718,3         | 7 615                         | Морская Юго-Восточная Азия                    |
| Соломоновы Острова             | архипелаг                                   | океаническое                  | 523 000               | 28 400        | 18,1                          | Тихий океан, Меланезия                        |
| Тонга                          | архипелаг                                   | океаническое                  | 104 000               | 748           | 139                           | Тихий океан, Полинезия                        |
| Тринидад и Тобаго              | два основных острова                        | шельфовое                     | 1 299 953             | 5 131         | 254,4                         | Карибское море, Южная Америка                 |
| Тувалу                         | архипелаг                                   | океаническое                  | 12 373                | 26            | 475,88                        | Тихий океан, Полинезия                        |
| Федеративные Штаты Микронезии  | архипелаг                                   | океаническое                  | 101 351               | 702           | 158,1                         | Тихий океан, Микронезия                       |
| Фиджи                          | архипелаг                                   | океаническое                  | 859 178               | 18 274        | 46,4                          | Тихий океан, Меланезия                        |
| Филиппины                      | архипелаг                                   | шельфовое                     | 101 398 120           | 300 000       | 295                           | Морская Юго-Восточная Азия                    |
| Шри-Ланка                      | один основной остров                        | шельфовое                     | 20 277 597            | 65 610        | 314                           | Индийский океан                               |
| Ямайка                         | один основной остров                        | шельфовое                     | 2 847 232             | 10 991        | 252                           | Карибское море, Большие Антильские острова    |
| Япония                         | архипелаг                                   | шельфовое                     | 126 150 000           | 377 975       | 337                           | Тихий океан, Восточная Азия                   |

### Комментарии
1. ↑  Северная часть острова контролируется Турецкой Республикой Северного Кипра — частично признанным государством
2. ↑  Частично признанное государство, см. политика одного Китая
3. 1 2 3  Федеративные Штаты Микронезии, Маршалловы Острова и Палау находятся в свободной ассоциации с США
4. 1 2  Острова Кука и Ниуэ находятся в свободной ассоциации с Новой Зеландией
5. ↑  Частично признанное государство, территория которого большинством государств - членов ООН считается территорией Республики Кипр